# Årsta holmar

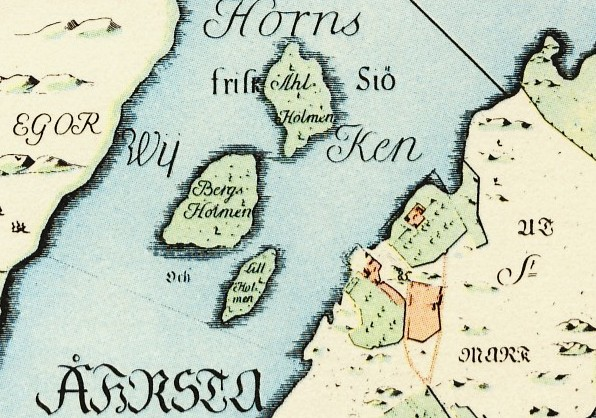
Årsta holmar på Petrus Tillaeus karta från 1733. (Norr är till höger).

Årsta holmar i Stockholm är tre holmar intill varandra i Årstaviken, mellan stranden nedanför Årsta gård och Tantoområdet på Södermalm. De tre öarna är förbundna med varandra med spänger men nåbara från fastlandet enbart med båt. Vegetationen består huvudsakligen av vildvuxen lövskog.

## Beskrivning
Öarna ligger i stadsdelen Årsta men i kommunalt administrativt hänseende tillhör de Södermalms stadsdelsområde. De var en egen stadsdel 1926–1934. På Årsta holmar finns även Årsta holmars gård från 1737, som idag drivs som pensionat och konferensanläggning.
På Petrus Tillæus mycket detaljrika karta från 1733 visas Årsta holmars tre holmar fortfarande som tre separata öar med namnen Åhlholmen, Bergsholmen och Lillholmen. Genom landhöjningen hänger de numera i stort sett ihop.
Bergsholmen
Bergsholmen är den mittersta holmen, 208 meter från Årsta fastland och 260 × 170 meter stor med högsta punkten 19 meter över havet. Den har tidigare hetat Tallholmen. En liten stuga fanns tidigare på den västra sidan.
Alholmen
Alholmen är den västligaste holmen, 184 meter från Södermalm och 195 meter från Årsta fastland. Storleken är cirka 260 × 170 meter och den högsta punkten är 7 meter över havet. Den har tidigare hetat Ladholmen och Gräsholmen. 1928 öppnades den östra Årstabron för tågtrafik och 2005 den västra. Årstabroarna erbjuder dock ingen passage till holmen. På norra stranden ligger "Årsta holmars gård", en träbyggnad från 1737. Gården byggdes som sommarnöje och hade orangeri och fruktträdgård.
Lillholmen
Lillholmen är den östligaste holmen, 93 meter från Södermalm och 200 × 120 meter stor med högsta punkten 4 meter över havet. Den har tidigare hetat Betesholmen, Ängsholmen och Lilla skäret.

## Bilder

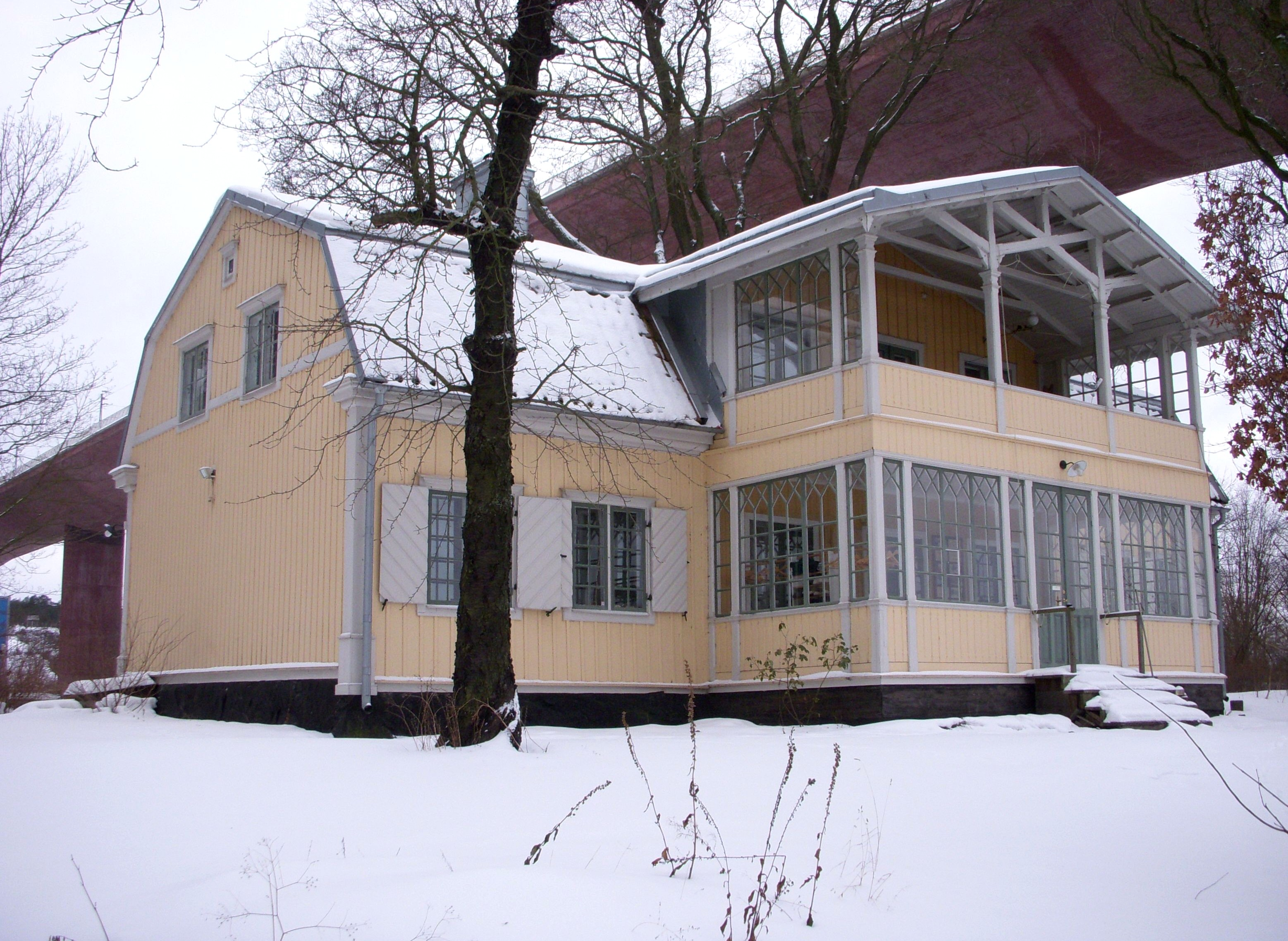
Alholmen med Årsta holmars gård
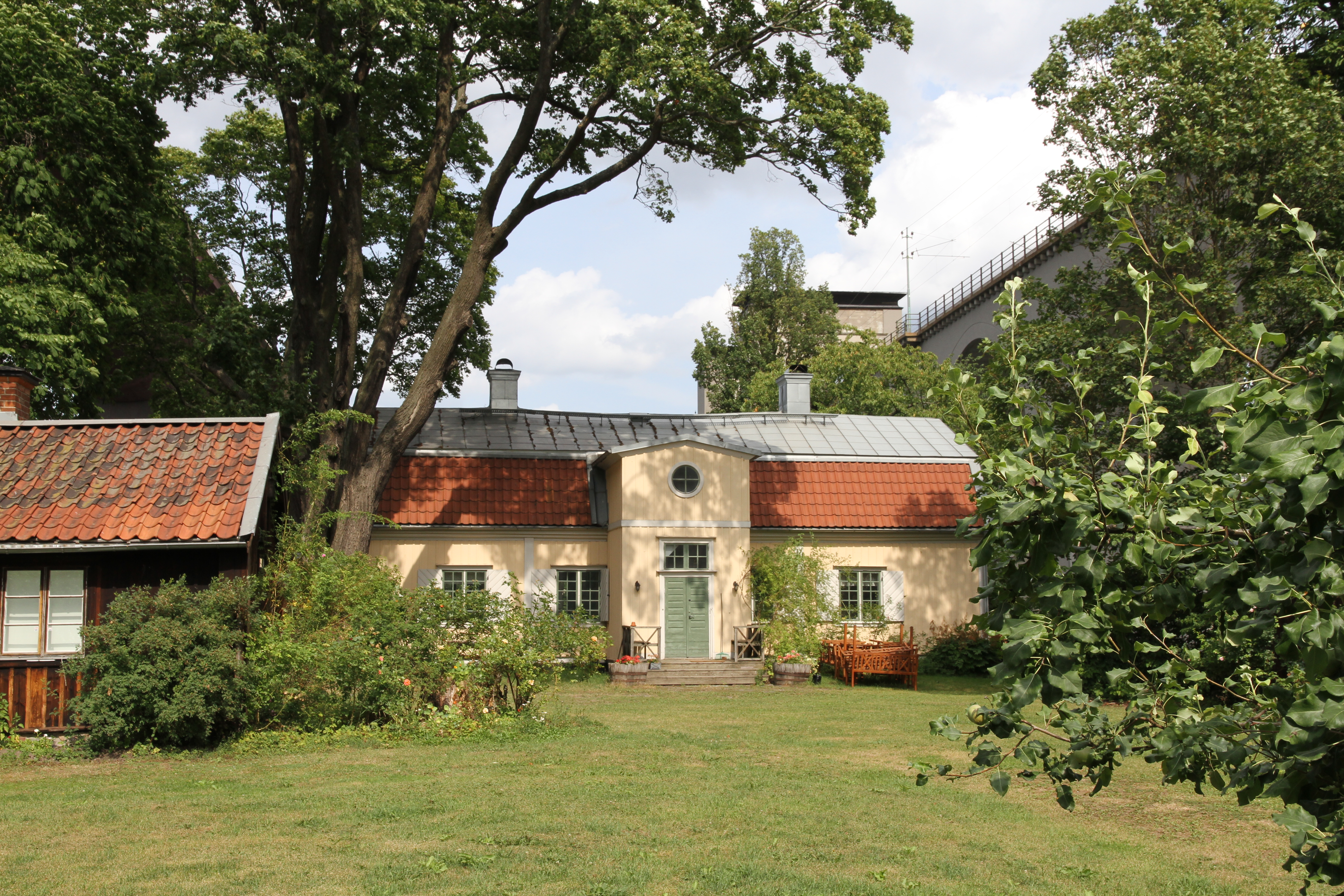
Årsta holmars gård på Årsta holmar
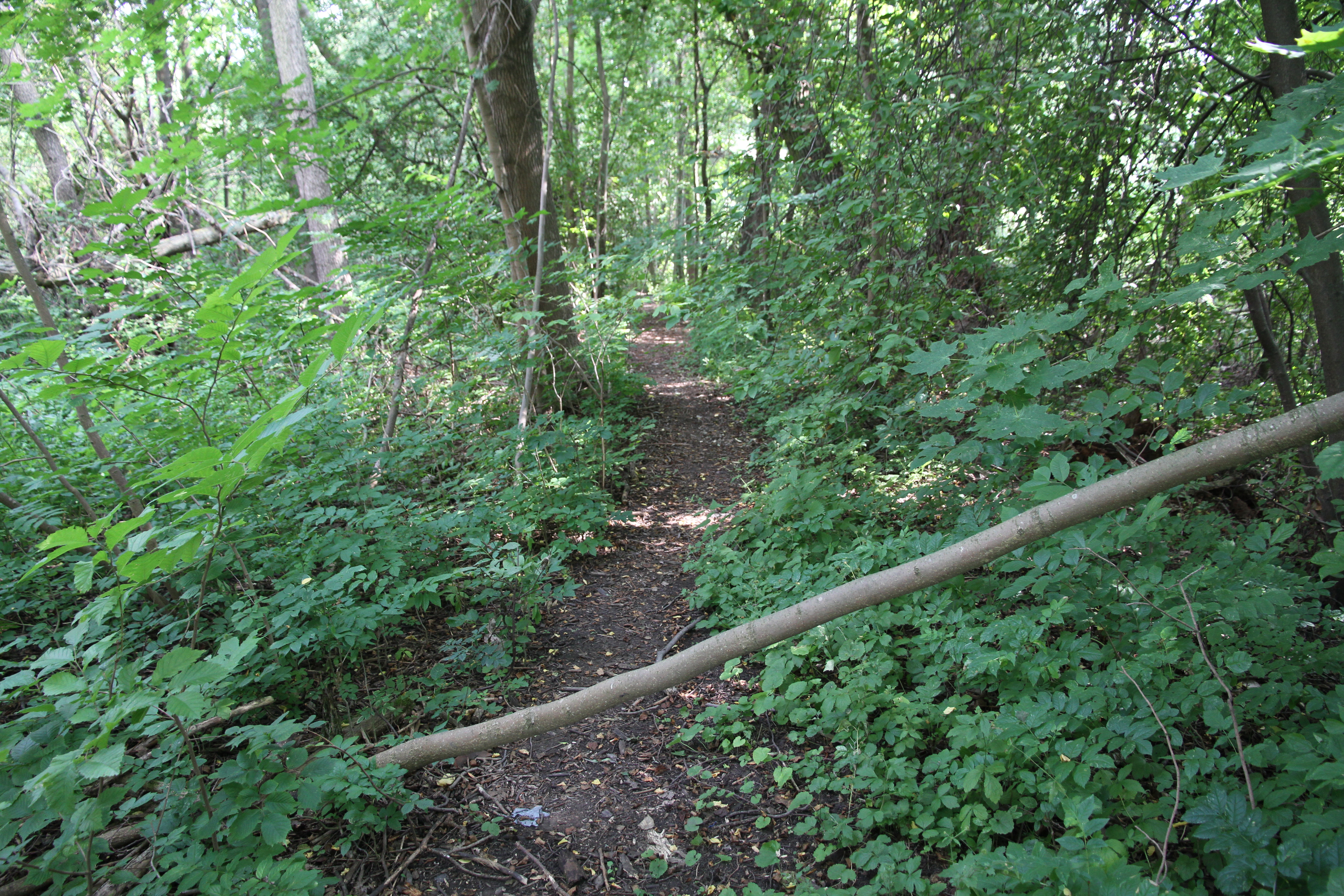
Snårig skog och små stigar på Årsta holmar
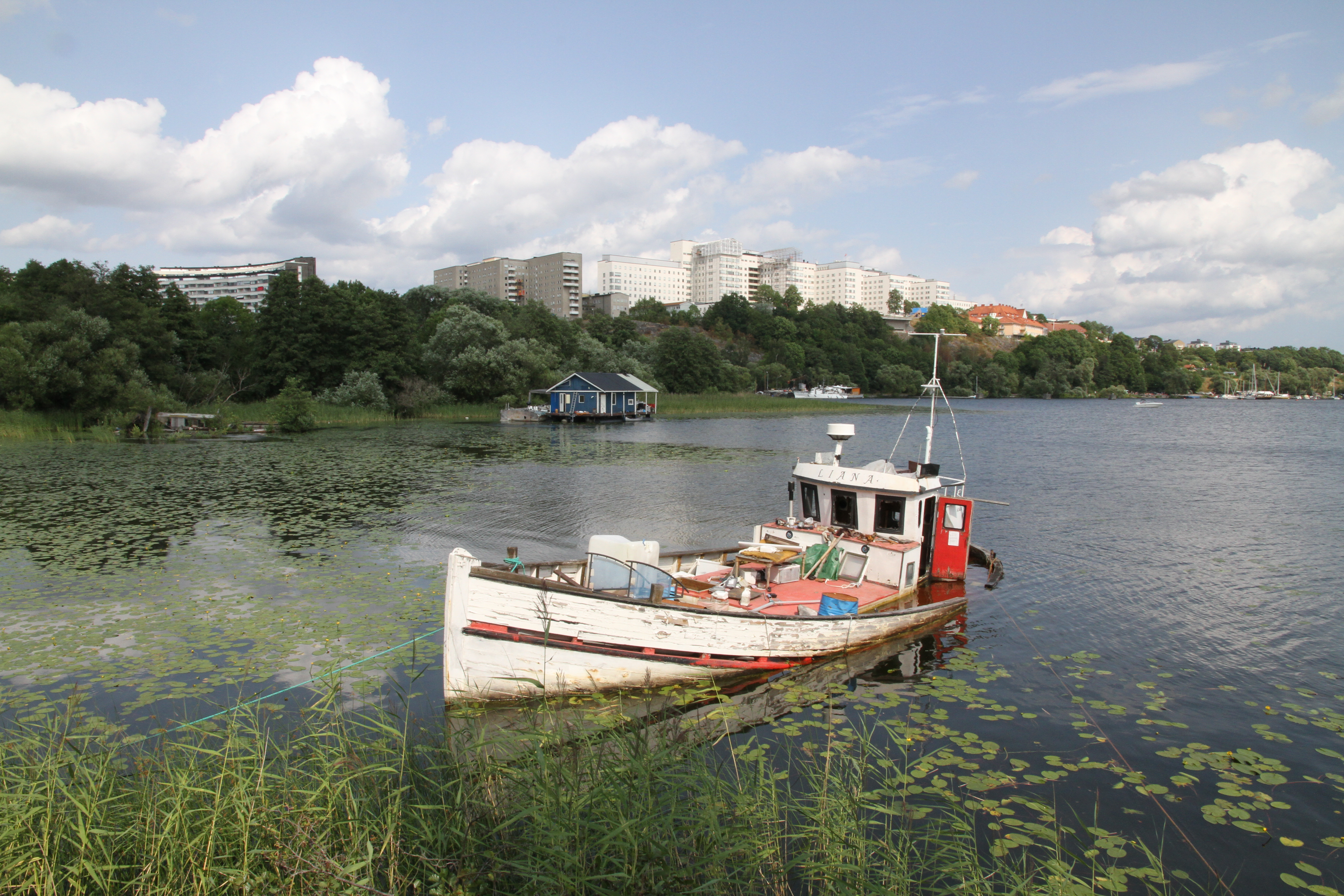
Gammal halvsjunken fiskebåt vid Årsta holmar
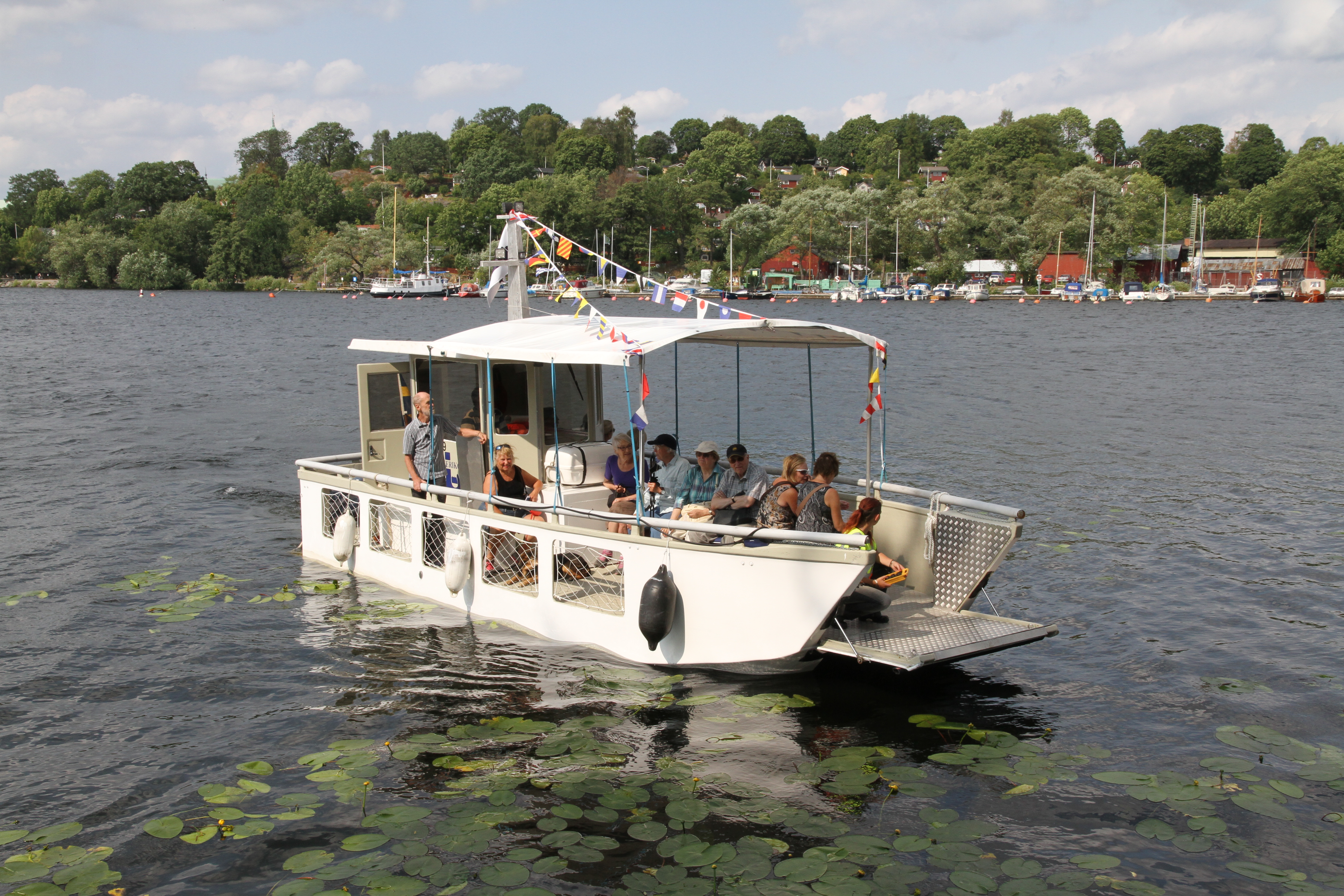
Den eldrivna båten Märta Helena som trafikerade Årsta holmar 2014